# Prison de Stadelheim
Justizvollzugsanstalt München
La prison de Stadelheim (en allemand : Justizvollzugsanstalt München), située à Munich est l'une des plus grandes prisons d'Allemagne. Créée en 1894, elle est toujours en activité. Elle occupe un site d'une surface de 14 hectares et a une capacité de 1 500 prisonniers.
Un mémorial aux personnes qui y ont été exécutées par les nazis y a été construit en 1974, mémorial qui peut être visité sur demande par des groupes. À l'occasion du 65e anniversaire de l'exécution de Hans et Sophie Scholl et de Christoph Probst, le mémorial a été pour la première fois ouvert au grand public le 22 février 2008.

## Histoire
Sous le Troisième Reich, elle fut le lieu de plus de 1 000 exécutions. Lors de la nuit des Longs Couteaux, des membres de la SA dont Ernst Röhm y ont été assassinés par des SS. C'est également à Stadelheim qu'ont été guillotinés de nombreux résistants ou opposants au nazisme, dont les membres du mouvement de la Rose Blanche,.

## Détenus notables
Après leurs jugements du 23 février 1943 par le même tribunal que celui qui a jugé Hans et Sophie Scholl, huit résistants français du groupe René Gallais de Fougères, attaché au réseau "Ceux de la Libération" y ont été guillotinés le 21 septembre 1943.

### Avant 1933
- Anton Graf von Arco auf Valley (1897–1945),
- Kurt Eisner (1867–1919)
- Adolf Hitler (1889–1945), du 24 juin au 27 juillet 1922
- Gustav Landauer (1870–1919)
- Eugen Leviné (1883–1919)
- Ludwig Quidde (1858–1941)
- Ludwig Thoma (1867–1921)
- Ernst Toller (1893–1939),

### De 1933 à 1945
- Josefine Brunner (1909-1943)
- Hermann Frieb (1909–1943)
- Willi Graf (1918–1943)
- Kurt Huber  (1893–1943)
- Hans Leipelt (1921–1945)
- Christoph Probst (1919–1943)
- Ernst Röhm (1887–1934)
- Alexander Schmorell (1917–1943)
- Hans Scholl (1918–1943)
- Sophie Scholl (1921–1943)
- Adele Stürzl (1892-1944)

### Après 1945
- Breno (1989)
- John Demjanjuk[3] (1920–2012)
- Günther Kaufmann (1947–2012)
- Ingrid Schubert (1944–1977)
- Oliver Shanti (*1948)
- Karl Wolff (1900–1984)
- Beate Zschäpe (1975)
- 13 militants du Soulèvement de la dernière génération et Scientist rebellion